# Eyüp
Eyüp là một huyện thuộc tỉnh İstanbul, Thổ Nhĩ Kỳ. Huyện có diện tích 224 km² và dân số thời điểm năm 2007 là 325532 người, mật độ 1453 người/km².